# Okane ga nai
Okane ga nai (お金がないっ), aussi connu sous le titre en anglais No money qui veut dire Pas d'argent,  est un manga yaoi créé par Hitoyo Shinozaki et illustré par Tōru Kōsaka. Il existe également quatre OVA. Chose rare dans le domaine du yaoi, les auteurs du manga sont de sexe masculin, mais on ne trouve que peu d'informations les concernant. 
En France, la série animée est éditée en deux DVD séparé contenant deux OVA par Kazé depuis 2009 et est sorti intégralement en 2011.

## Synopsis
Ayase Yukiya est un étudiant de 18 ans au physique plutôt frêle, presque androgyne, qui possède un cœur d'une tendresse et d'une innocence rare. Devenu orphelin assez jeune, il a dû apprendre à vivre par lui-même. C'est parce que cette solitude lui pèse qu'Ayase n'hésite pas à aider son cousin, Ishii Tetsuo, quand ce dernier se retrouve endetté. Mais les choses tournent mal et Ayase se retrouve vendu aux enchères à 50 millions de Yens (308 917 €). Les enchères montent rapidement de 5 millions en 5 millions pour atteindre les 100 millions de Yens (617 835 €). Apparaît alors Kanou Somuku, un puissant homme d'affaires de 26 ans qui dirige une société financière à Shinjuku. Kanou met fin à l'enchère en versant 120 millions de Yens (741 402 €) en échange d'Ayase. Mais ce geste n'est pas gratuit et Ayase devra rembourser sa dette, celle de Tetsuo plus "quelques dépenses supplémentaires". Sa dette s’élève donc à 200 millions de Yens (1 235 670 €) : à chaque fois qu'il fera l'amour avec Kanou, celui-ci soldera son compte de 500 000 Yens (3 100 €). Après calcul, Ayase devra "rembourser sa dette" en environ 400 fois.
(Source : Fan-Blog)

## Manga

### Liste des volumes
| no | Japonais         | Japonais          | Français          | Français          |
| no | Date de sortie   | ISBN              | Date de sortie    | ISBN              |
| -- | ---------------- | ----------------- | ----------------- | ----------------- |
| 1  | 24 novembre 2003 | 978-4-344-80210-0 | 9 juillet 2009    | 978-2-84965-584-9 |
| 2  | 24 février 2003  | 978-4-344-80211-7 | 10 septembre 2009 | 978-2-84965-665-5 |
| 3  | 24 février 2004  | 978-4-344-80366-4 | 26 novembre 2009  | 978-2-84965-706-5 |
| 4  | 24 mars 2005     | 978-4-344-80538-5 | 14 janvier 2010   | 978-2-84965-722-5 |
| 5  | 24 janvier 2006  | 978-4-344-80695-5 | 29 avril 2010     | 978-2-84965-788-1 |
| 6  | 24 janvier 2007  | 978-4-344-80904-8 | 12 août 2010      | 978-2-84965-872-7 |
| 7  | 24 janvier 2008  | 978-4-344-81194-2 | 17 février 2011   | 978-2-84965-934-2 |
| 8  | 24 mars 2009     | 978-4-344-81595-7 | 13 octobre 2011   | 978-2-82030-181-9 |
| 9  | 23 mars 2013     | 978-4-344-82768-4 | 24 septembre 2014 | 978-2-82031-780-3 |
| 10 | 24 mars 2014     | 978-4-344-83075-2 | 17 décembre 2014  | 978-2-82031-900-5 |
| 11 | 24 mars 2015     | 978-4-344-83388-3 | 25 novembre 2015  | 978-2-82032-231-9 |
| 12 | 24 mars 2016     | 978-4-344-83672-3 | 22 mars 2017      | 978-2-82032-790-1 |
| 13 | 24 mars 2017     | 978-4-344-83951-9 | 24 octobre 2018   | 978-2-82033-505-0 |
| 14 | 24 mars 2018     | 978-4-344-84185-7 | 5 juin 2019       | 978-2-82033-557-9 |
| 15 | 22 mars 2019     | 978-4-344-84423-0 | 7 juillet 2021    | 978-2-82034-136-5 |
| 16 | 24 mars 2020     | 978-4-344-84629-6 |                   |                   |
| 17 | 24 mars 2021     | 978-4-344-84825-2 |                   |                   |